# Остапенко, Пётр Филиппович
Пётр Фили́ппович Оста́пенко (9 июля 1922, с. Лозовка Попельнянского района Житомирской области — 4 августа 2010, г. Киев) — украинский советский скульптор, член Союза художников УССР (1976), заслуженный художник УССР (1976).
В 1947—1950 годах обучался у Ефима Белостоцкого и Элиуса Фридмана. Работал в жанре станковой и монументальной скульптуры.

## Творчество

### Портреты
- Максима Рыльского (бронза, 1956)
- Карла Брюллова (мрамор, 1961)
- Александра Шлихтера (медь, 1970)

### Мемориальные доски
- Максиму Рыльскому на доме № 14 по улице Богдана Хмельницкого в Киеве (гранит; горельеф; 1965)
- Александру Мурашко на доме № 14 по Малой Житомирской улице в Киеве (в соавторстве с П. Ф. Кальницким, 1966, утеряна)
- Зое Гайдай на доме № 20 по Пушкинской улице в Киеве (гранит; барельеф; в соавторстве с П. Ф. Кальницким, архитектор Я. Ф. Ковбаса, 1970)

### Памятники
- Карлу Марксу та Фридриху Энгельсу в Петрозаводске (в соавторстве с Е. И. Белостоцким и Э. М. Фридманом, 1960)
- Д. И. Менделеева (бюст) на станции метро «Университет» в Киеве (оргстекло, 1960)
- Тарасу Шевченко в г. Звенигородке Черкасской области (искусственный камень, гранит, в соавторстве с П. Ф. Кальницким, архитектор Ю. В. Кисличенко, 1964)
- Василию Чапаеву в г. Лубнах (чугун, гранит, в соавторстве с П. Ф. Кальницким, архитектор Ю. В. Кисличенко, 1966)
- Максиму Рыльскому в Голосеевском парке в Киеве (архитектор О. К. Стукалов, 2003)
- надгробный памятник Лидии Герасимчук на Байковом кладбище в Киеве (бронза, гранит, 1960).
- надгробный памятник Зое Гайдай на Байковом кладбище в Киеве (гранит, архитектор В. П. Шевченко, 1967)
- надгробье Максиму Рыльскому на Байковом кладбище в Киеве (бронза, гранит, в соавторстве с П. Ф. Кальницким, 1969).

## Изображения

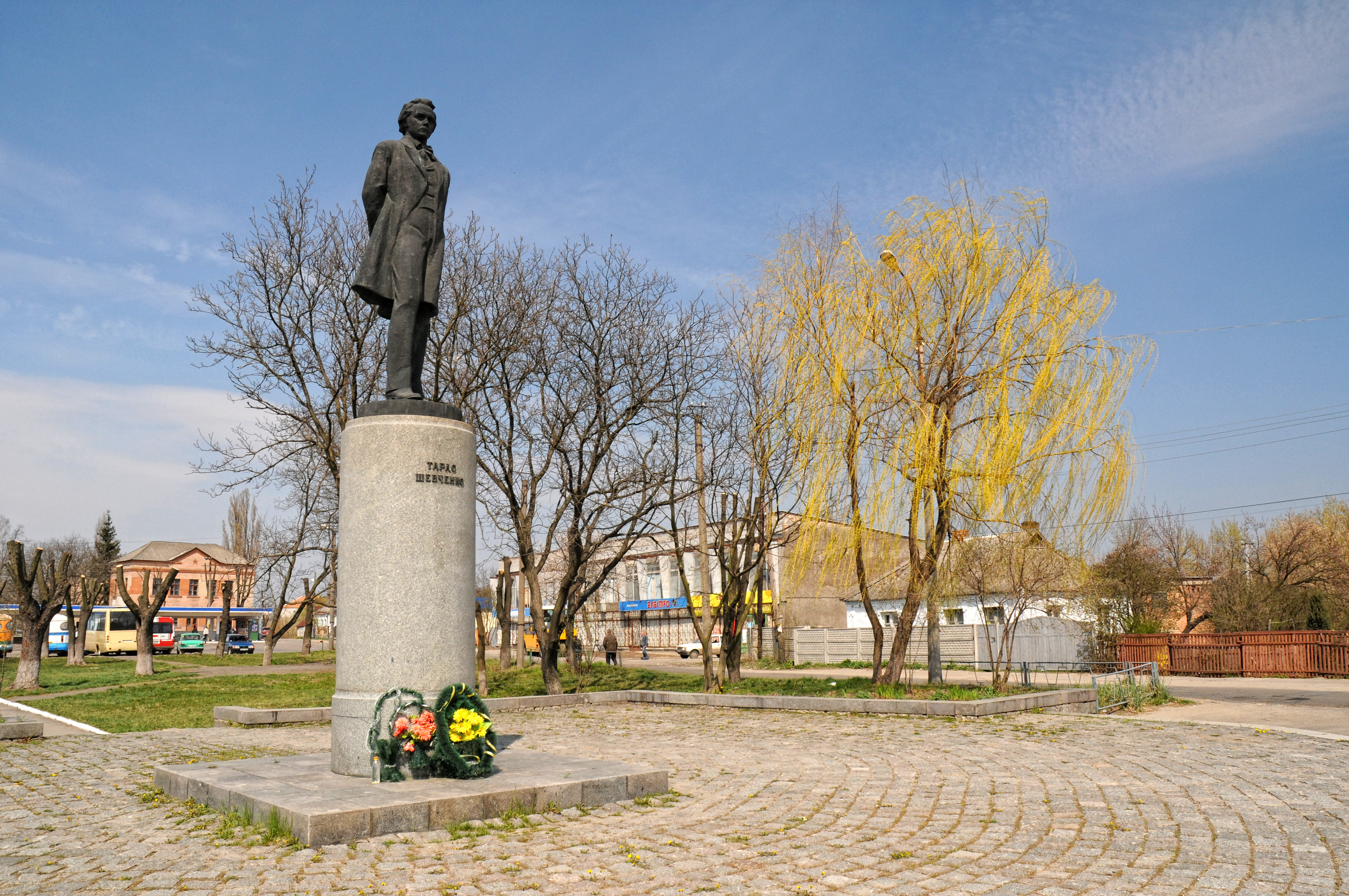
Памятник Тарасу Шевченко, Звенигородка, 1964
Памятник на могиле Максима Рыльского на Байковом кладбище
Памятник Василию Чапаеву, Лубны, 1966
Надгробный памятник Зое Гайдай на Байковом кладбище
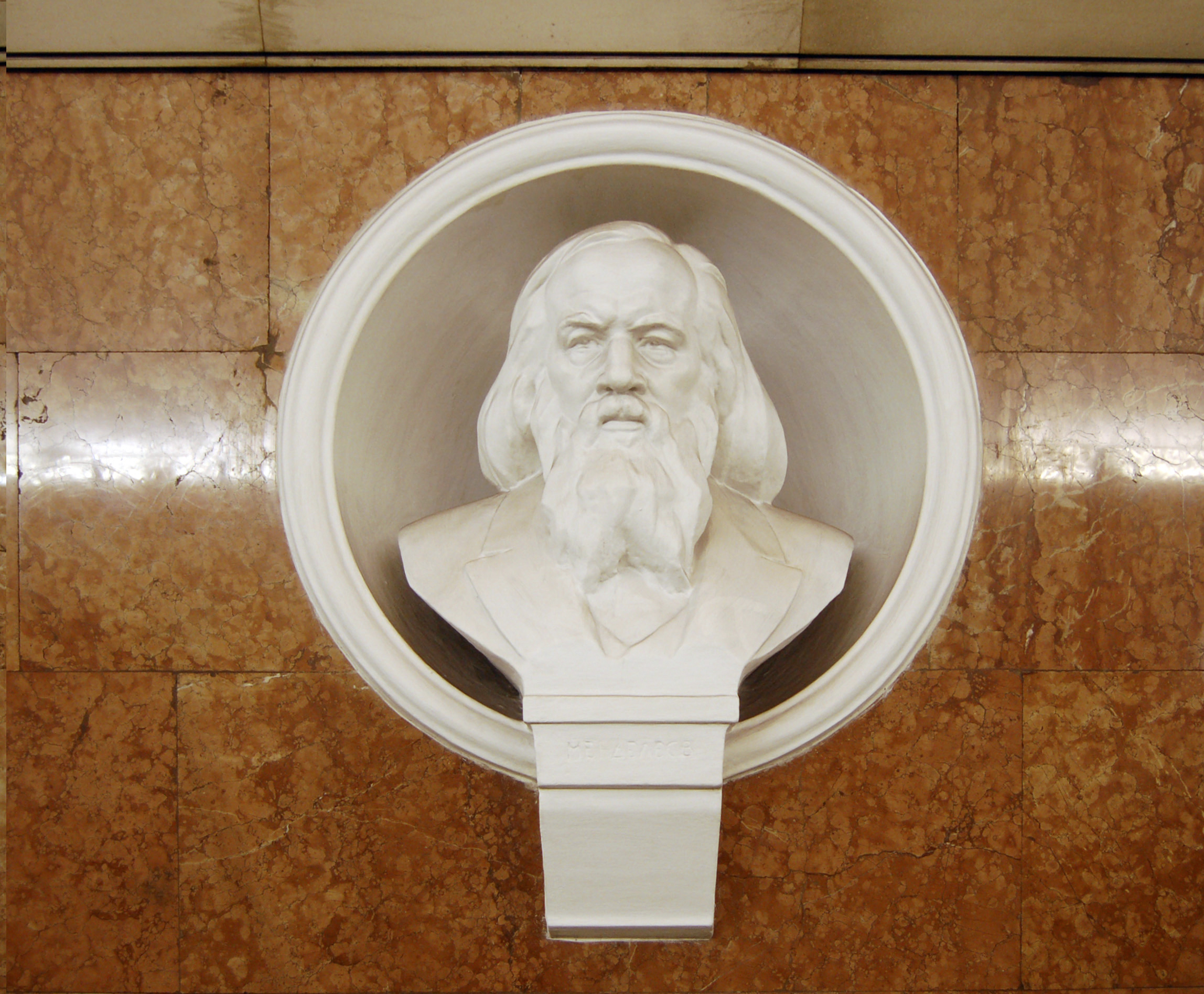
Бюст Д. И. Менделеева на станции метро «Университет»
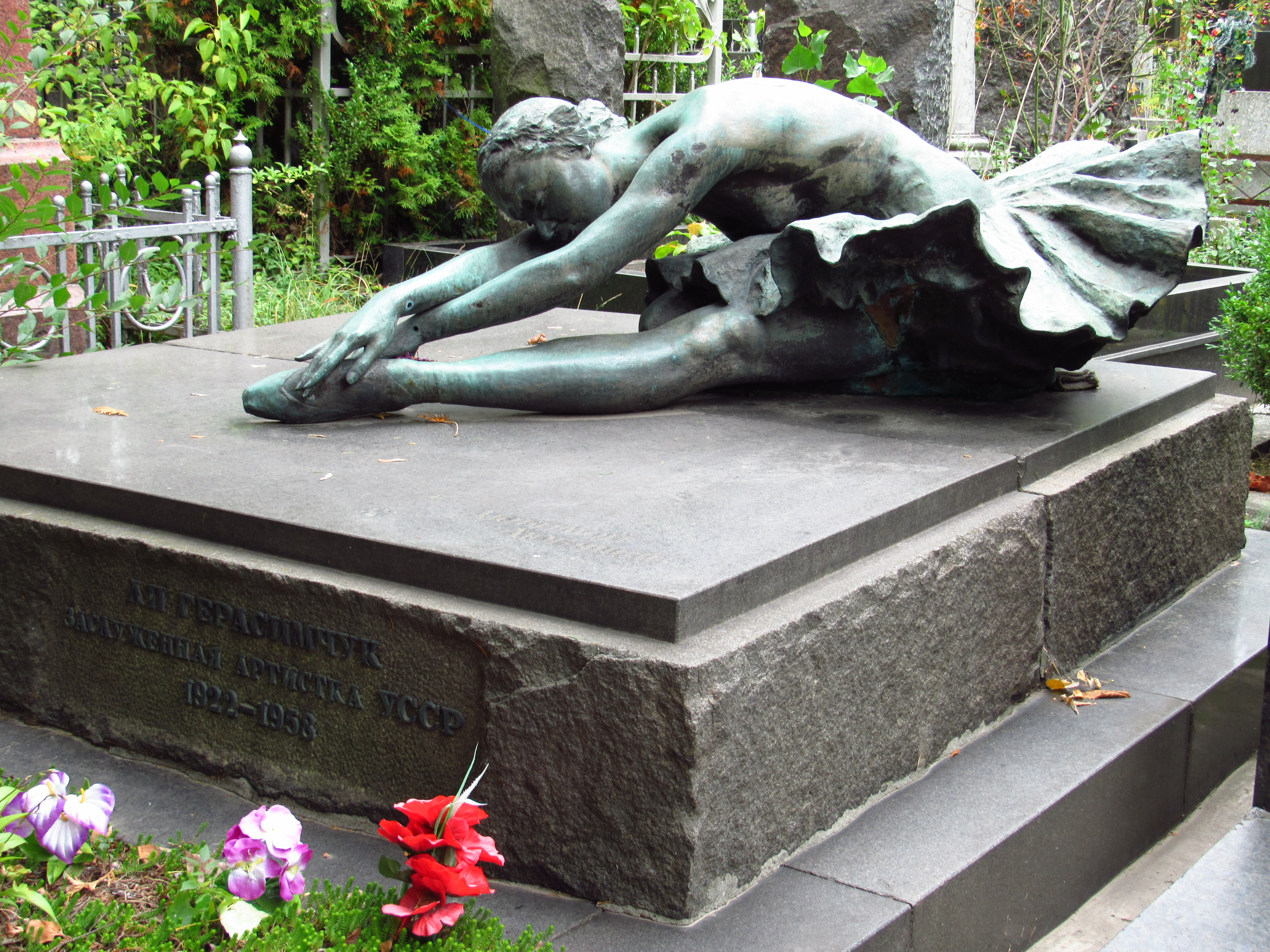
Памятник на могиле Лидии Герасимчук